# Борколабово
Боркола́бово (также Барколабово, старое название — Баркула́бов) — агрогородок в Быховском районе Могилёвской области Белоруссии. До упразднения в 2013 году Борколабовского сельсовета являлся его центром, после чего вошёл в состав Холстовского сельсовета.
Население 430 человек (2019). Находится на реке Днепр, в 12 км от Быхова, в 3 км от железнодорожного разъезда Барколабово.

## История

### Великое княжество Литовское

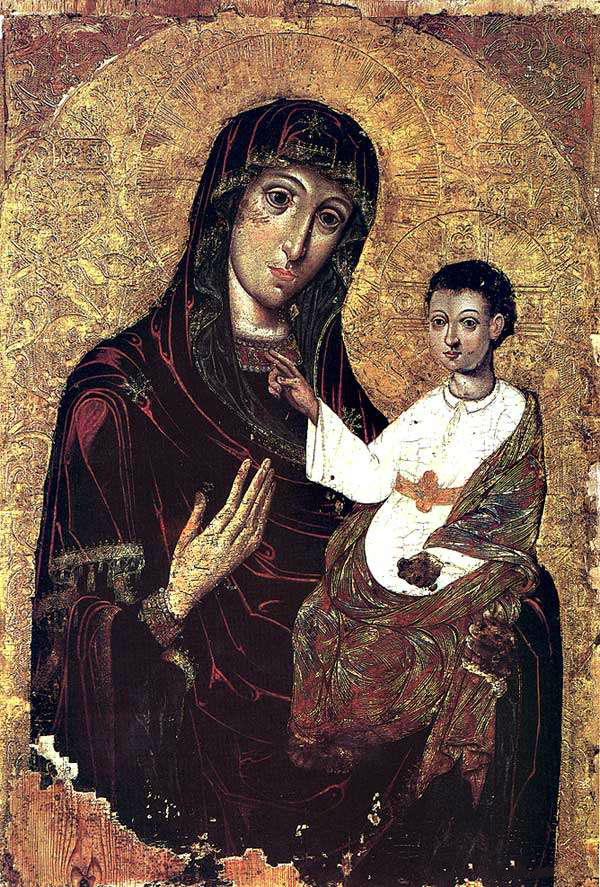
Икона Богоматери Одигитрии Борколабовской

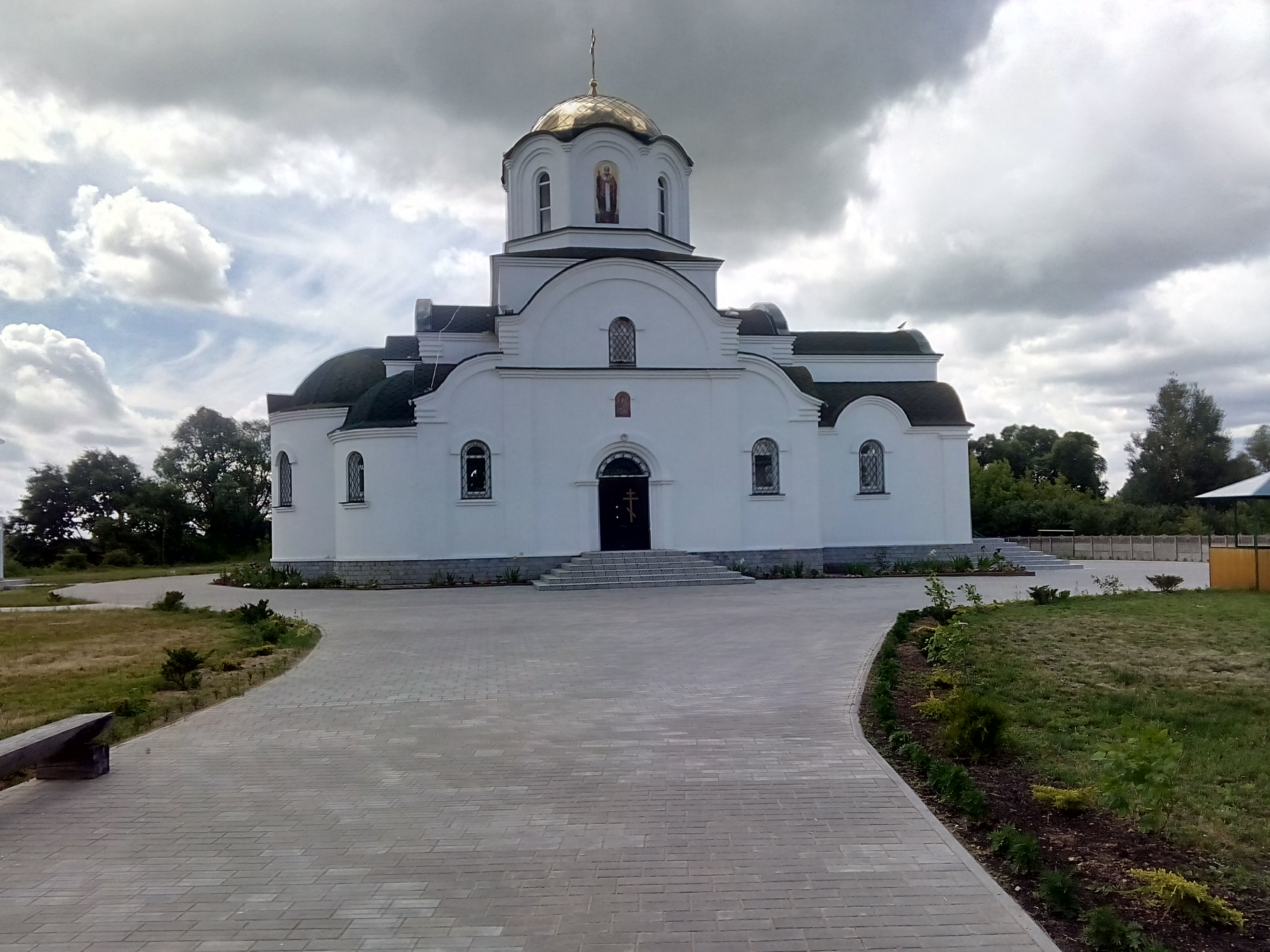
Вознесенский монастырь

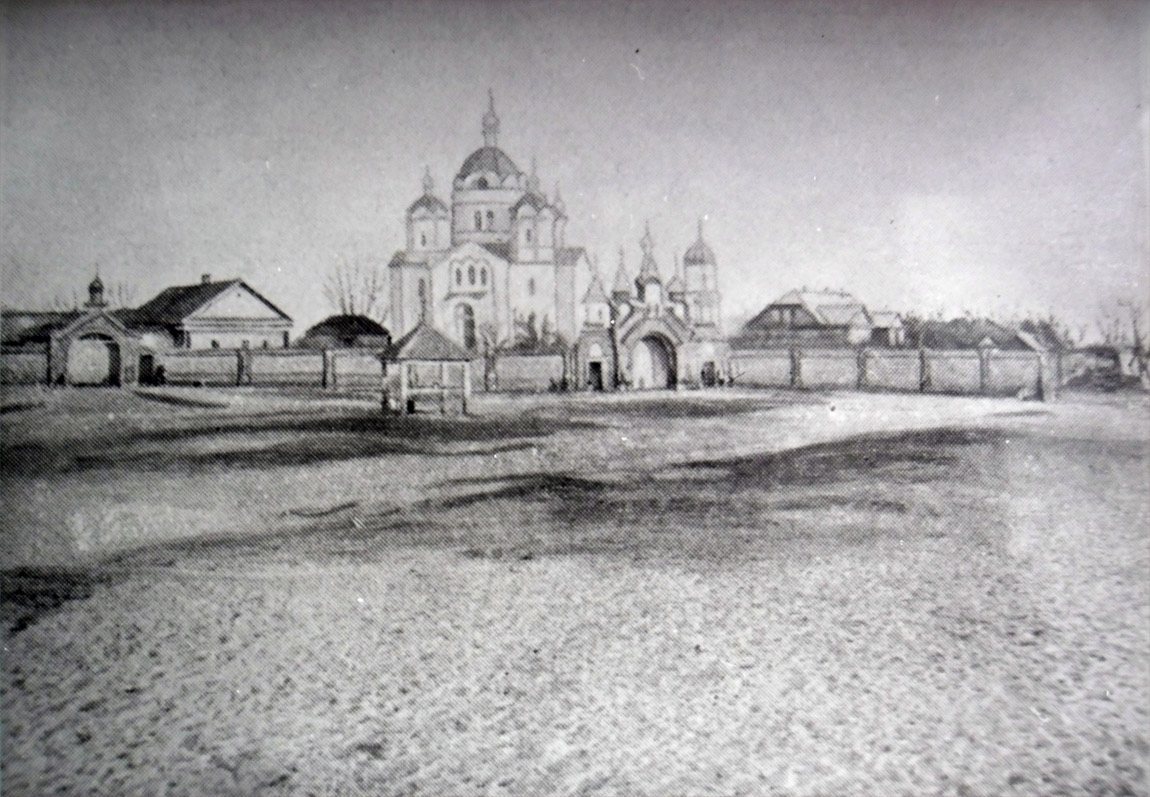
Монастырь Вознесения Господня

Барколабово — старинное поселение Оршанского повета Витебского воеводства, один из религиозных центров края.
Топоним «Баркулабов» произошёл от имени ротмистра и старосты села Дисны Баркулаба Корсака, собственника и основателя поселения. Люди населяли эту местность ещё с глубокой древности, о чём свидетельствуют найденные археологические памятники и артефакты, демонстрирующиеся в краеведческом музее. В 1564 году совладелец имения Буйничи Баркулаб Корсак построил в этой местности Борколабовский замок. До 1568 года было возведено 2 церкви.
С XVI века Борколабово имело статус местечка и входило в состав Оршанского повета Витебского воеводства. В 1583 году в качестве приданого местечко перешло к князю Б. Соломерецкому, который женился на дочке Корсака Еве. В 1594 году была построена церковь Святого Юрия.
В 1626 году зять Соломерецкого Богдан Статкевич с женой Еленой основали в Борколабово православный монастырь, на который пожертвовали жители деревень Сутоки и Махово. Монастырь стал крупным православным центром. Вероятно, в нём была создана Баркулабовская летопись. Позже Борколабово купил князь Александр Гилярий Полубинский.
В 1685 году местечко в качестве приданого за дочкой Полубинского Изабеллой перешло к Юрию Станиславу Сапеге. Далее Борколабово наследовал их сын Антоний, племянник Михаил Антоний, племянники последнего Михаил Ксаверий и Александр Михаил.
По описи 1758 года, в местечке было 64 двора, пивоварня и маслобойня.

### Российская империя
В результате второго раздела Речи Посполитой в 1793 году Барколабово оказалось в составе Российской империи, в Быховском повете Могилёвской губернии. По переписи 1780 года в местечке было 69 дворов, 2 церкви, дом архиерея, 2 мельницы. В конце XVIII века действовала школа при базилианском монастыре.
В 1871 году фольварк приобрёл купец А. Рык. При монастыре действовала школа, в которой в 1884 году обучалось 20 девочек, а в 1913 году - 13 девочек и 13 мальчиков. С 1886 года существовал постоялый двор, работали медеплавильное предприятие, лесопилка и две винокурни. По итогам переписи 1897 года Борколабово имело статус села и насчитывало 93 двора. Работали церковь, церковно-приходская школа (в 1913 году 51 ученик), корчма, 7 лавок, также при монастыре было 2 церкви. Неподалёку был расположен одноимённый хутор (2 двора), фольварк (2 двора), усадьба (2 двора, водяная мельница, корчма).
По состоянию на 1909 год, в селе было 110 домов, в фольварке — 2 дома, в женском монастыре — 11 дворов.

### Период мировых войн
В Первую мировую войну в феврале — октябре 1918 года Борколабов занимали немецкие войска. 1 января 1919 года согласно постановлению І съезда белорусской компартии, село вошло в состав Белорусской ССР, однако 16 января произошёл перекрой границ, и вместе с другими этническими белорусскими территориями Борколабово вошло в состав РСФСР. В 1924 году Борколабово вернули БССР.
По переписи 1926 года в селе было 149 дворов.
В период Великой Отечественной войны с июля 1941 до 26 июня 1944 года деревня находилась в немецкой оккупации.

## Население
- XVIII век: 1758 — 171 муж.; 1780 — 465 чел.
- XIX век: 1897 — 605 чел. в селе Борколабово, 54 чел. в монастыре Борколабово, 7 чел. на хуторе Борколабово, 5 чел. в фольварке Борколабово, 4 чел. в усадьбе Борколабово.
- XX век: 1909 — 671 чел. в селе Борколабово, 93 чел. в монастыре Борколабово, 23 чел. в фольварке Борколабово;

1926 — 900 чел.;
1970 — 596 чел.;
1990 — 488 чел..
- По состоянию на 1970 год в Борколабово насчитывалось 170 дворов, а в 1990 году — 199 хозяйств[источник не указан 548 дней].
- 1999 год — 534 человека[источник не указан 548 дней]
- 2010 год — 503 человека[источник не указан 548 дней]

## Культура
- Дом культуры

## Достопримечательности

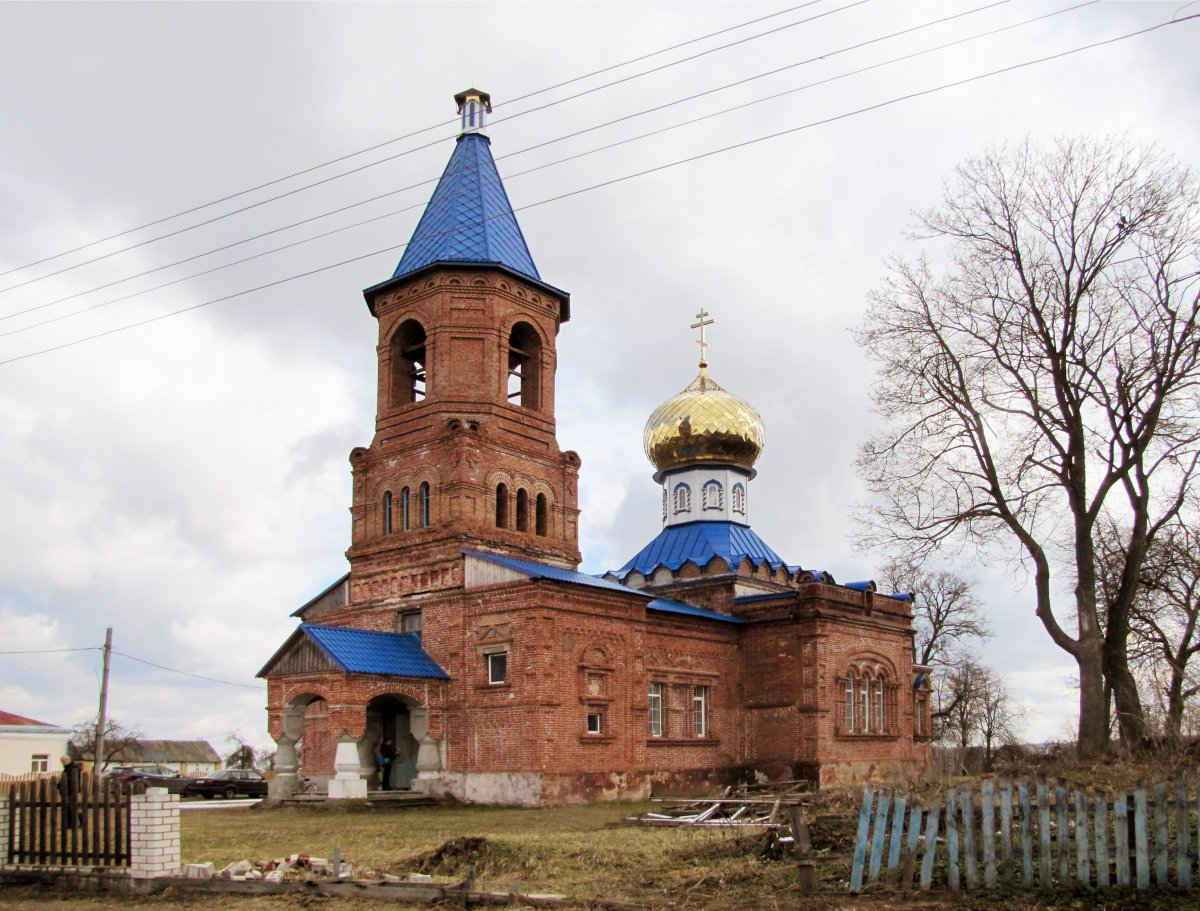
Церковь Казанской иконы Божией Матери

- Археологические памятники: городища, 4 стоянки —  Историко-культурная ценность Республики Беларусь, шифр 513В000178,  Историко-культурная ценность Республики Беларусь, шифр 513В000179,  Историко-культурная ценность Республики Беларусь, шифр 513В000180
- Городище, на котором находился разрушенный Борколабовский замок
- Церковь Казанской иконы Божией Матери (1904)
- Вознесенский монастырь (1623) —  Историко-культурная ценность Республики Беларусь, шифр 513Г000177
- Здание бывшей церковно-приходской школы (начало XX века)
- Агрогородок является местом создания культурного памятника белорусской письменности начала XVII века — Баркулабовской летописи. Хронологически она охватывает период с 1545 по 1608 год.